# Somár (Malé Karpaty)
Somár je nejvyšší vrchol jihozápadní části Malých Karpat s nadmořskou výškou 649 m n. m. Leží na území vojenského obvodu Záhoří.
Východní částí vrcholové plošiny prochází červeně značená Štefánikova magistrála ve směru z Bratislavy na Pezinskou Babu. Vrch je vzdálen přibližně 7 km od Pezinské Baby a zhruba stejně od obce Limbach. Nabízí pěkný výhled na celou jihozápadní část pohoří až po televizní věž na Kamzíku.
Vrchol je tvořen travnatou plošinou, kde se nachází i ohniště. V minulosti tento vrch pokrývaly stromy, z nichž jsou patrné jen zbytky, nyní je ale porostlý vysokými travinami. V současnosti zdejší porost tvoří většinou mladé listnaté stromy a náletové dřeviny.

## Turismus
- po  značce (Štefánikova magistrála):
  - z Pezinské Baby přes Konské hlavy a Tri kamenné kopce
  - z lokality Biely kríž